# Liste de films tournés à Philadelphie
| Date | Titre                                                                       | Pays              | Notes | IMDb |
| ---- | --------------------------------------------------------------------------- | ----------------- | --- | ---- |
| 1926 | The Show Off                                                                | États-Unis        | Film muet tiré de la pièce de George Kelly. Avec Ford Sterling.                                                  |      |
| 1933 | 42nd Street                                                                 | États-Unis        | Comédie musicale de Busby Berkeley, dont la fin se déroule à Philadelphie.                                       |      |
| 1934 | The Show-Off                                                                | États-Unis        | Tiré d'une pièce de George Kelly. Avec Spencer Tracy.                                                            |      |
| 1940 | The Philadelphia Story                                                      | États-Unis        | Avec James Stewart, Katharine Hepburn et Cary Grant. Se déroule sur la Pennsylvania Main Line, tiré d'une pièce. |      |
| 1940 | Kitty Foyle                                                                 | États-Unis        | Tiré d'un roman de 1939.                                                                                         |      |
| 1941 | The Big Store                                                               | États-Unis        | Avec les Marx Brothers.                                                                                          |      |
| 1946 | The Show-Off                                                                | États-Unis        | Tiré d'une pièce de George Kelly. Avec Red Skelton.                                                              |      |
| 1959 | The Young Philadelphians                                                    | États-Unis        | Tiré du roman de Richard P. Powell's The Philadelphian. Avec Paul Newman et Robert Vaughn.                       |      |
| 1968 | High School                                                                 | États-Unis        | Documentaire |      |
| 1972 | 1776                                                                        | États-Unis        | Adapté d'une comédie musicale de Broadway.                                                                       |      |
| 1973 | Trick Baby                                                                  | États-Unis        | Avec Kiel Martin et Mel Stewart.                                                                                 |      |
| 1976 | Rocky                                                                       | États-Unis        | Avec Sylvester Stallone.                                                                                         |      |
| 1978 | Dawn of the Dead                                                            | Italie/États-Unis | Réalisé par George Andrew Romero.                                                                                |      |
| 1979 | Rocky 2                                                                     | États-Unis        | Avec Sylvester Stallone.                                                                                         |      |
| 1981 | Blow Out                                                                    | États-Unis        | Réalisé par Brian De Palma.                                                                                      |      |
| 1981 | Bustin' Loose                                                               | États-Unis        | Avec Richard Pryor et Cicely Tyson.                                                                              |      |
| 1982 | Rocky 3                                                                     | États-Unis        | Avec Sylvester Stallone.                                                                                         |      |
| 1983 | Trading Places                                                              | États-Unis        | Avec Dan Aykroyd et Eddie Murphy.                                                                                |      |
| 1984 | Birdy                                                                       | États-Unis        | Réalisé par Alan Parker.                                                                                         |      |
| 1984 | Philadelphia Experiment                                                     | États-Unis        | Tiré de la légende urbaine de la Philadelphia Experiment.                                                        |      |
| 1985 | Rocky 4                                                                     | États-Unis        | Avec Sylvester Stallone.                                                                                         |      |
| 1985 | Witness                                                                     | États-Unis        | Avec Harrison Ford.                                                                                              |      |
| 1986 | The Bombing of Osage Avenue                                                 | États-Unis        | Documentaire. Écrit par Toni Cade Bambara.                                                                       |      |
| 1987 | Mannequin                                                                   | États-Unis        | |      |
| 1990 | Rocky 5                                                                     | États-Unis        | Avec Sylvester Stallone.                                                                                         |      |
| 1993 | Money for Nothing                                                           | États-Unis        | Avec John Cusack.                                                                                                |      |
| 1993 | Philadelphia                                                                | États-Unis        | Avec Tom Hanks et Denzel Washington.                                                                             |      |
| 1995 | Twelve Monkeys                                                              | États-Unis        | Réalisé par Terry Gilliam.                                                                                       |      |
| 1995 | Instant de bonheur alias Le Kid de Philadelphie — titre original : Two Bits | États-Unis        | Réalisé par James Foley.                                                                                         |      |
| 1995 | Wide Awake                                                                  | États-Unis        | Réalisé par M. Night Shyamalan.                                                                                  |      |
| 1996 | Up Close & Personal                                                         | États-Unis        | |      |
| 1998 | Fallen                                                                      | États-Unis        | Réalisé par Gregory Hoblit, avec Denzel Washington.                                                              |      |
| 1999 | Sixième Sens                                                                | États-Unis        | Réalisé par M. Night Shyamalan, avec Bruce Willis et Haley Joel Osment.                                          |      |
| 2000 | Best in Show                                                                | États-Unis        | Réalisé par Christopher Guest.                                                                                   |      |
| 2000 | Incassable                                                                  | États-Unis        | Réalisé par M. Night Shyamalan, avec Bruce Willis et Samuel L. Jackson.                                          |      |
| 2001 | A.I. Intelligence artificielle                                              | États-Unis        | Réalisé par Steven Spielberg avec Haley Joel Osment.                                                             |      |
| 2002 | Confessions of a Dangerous Mind                                             | États-Unis        | Tiré de l'autobiographie de Chuck Barris. Réalisé par George Clooney, avec Sam Rockwell.                         |      |
| 2002 | State Property (en)                                                         | États-Unis        | Avec Beanie Sigel.                                                                                               |      |
| 2003 | Death by Association                                                        | États-Unis        | Réalisé par Anthony L. Fletcher.                                                                                 |      |
| 2003 | My Architect: A Son's Journey                                               | États-Unis        | Documentaire sur l'architecte Louis Kahn.                                                                        |      |
| 2004 | The 24th Day                                                                | États-Unis        | |      |
| 2004 | Fat Albert                                                                  | États-Unis        | |      |
| 2004 | Benjamin Gates et le Trésor des Templiers                                   | États-Unis        | Produit par Jerry Bruckheimer, avec Nicolas Cage.                                                                |      |
| 2005 | E-A-G-L-E-S: The Movie                                                      | États-Unis        | Documentaire sur la saison 2004 des Eagles de Philadelphie.                                                      |      |
| 2005 | A History of Violence                                                       | États-Unis        | Réalisé par David Cronenberg.                                                                                    |      |
| 2005 | In Her Shoes                                                                | États-Unis        | Réalisé par Curtis Hanson, avec Cameron Diaz.                                                                    |      |
| 2005 | Shadowboxer                                                                 | États-Unis        | |      |
| 2005 | State Property 2                                                            | États-Unis        | Avec Beanie Sigel.                                                                                               |      |
| 2005 | Train Ride                                                                  | États-Unis        | |      |
| 2006 | 10th and Wolf                                                               | États-Unis        | Réalisé par Robert Moresco.                                                                                      |      |
| 2006 | Invincible                                                                  | États-Unis        | |      |
| 2006 | La Jeune Fille de l'eau                                                     | États-Unis        | Réalisé par M. Night Shyamalan.                                                                                  |      |
| 2006 | Rocky Balboa                                                                | États-Unis        | Avec Sylvester Stallone.                                                                                         |      |
| 2006 | The Shame of a City                                                         | États-Unis        | Documentaire. |      |
| 2007 | Pride                                                                       | États-Unis        | Réalisé par Sunu Gonera, avec Terrence Howard.                                                                   |      |
| 2007 | Shooter, tireur d'élite                                                     | États-Unis        | Réalisé par Antoine Fuqua, avec Mark Wahlberg.                                                                   |      |
| 2007 | Then She Found Me                                                           | États-Unis        | Tiré du roman d'Elinor Lipman.                                                                                   |      |
| 2007 | Cover                                                                       | États-Unis        | Avec Aunjanue Ellis.                                                                                             |      |
| 2008 | Phénomènes                                                                  | États-Unis        | Avec Mark Wahlberg.                                                                                              |      |